# أفواه وأرانب (فلم)
أفواه وأرانب فيلم مصري أنتج عام 1977 من إنتاج شركة الأفلام المتحدة ، إخراج هنري بركات.

## قصة الفيلم
يعالج الفيلم قضية الفقر والغنى وعدم التخطيط الأسري. نعمة (فاتن حمامة) تعيش مع شقيقتها الكبرى وأسرتها المكونة من زوجها عبد المجيد وأولادهم التسعة. عبد المجيد سكير يعمل في سكة الحديد مهمل لأسرته التي تعاني من إهمال الأبوين وعدم تحملهم المسؤولية بصورة صحيحة. وللخلاص من وضعهم المزري يرى عبد المجيد وزوجته أن تقبل نعمة من زواج المعلم البطاوى. ترفضه نعمة وتهرب إلى المنصورة. في هذه الأثناء يعقد البطاوي الزواج بها بأوراق مزورة قدمها عبد المجيد. تجد نعمة عملا في المنصورة في مزرعة محمود بيه، الذي سرعان ما يكتشف مهارتها وحسن تصرفها فيقربها منه حتى يقع في حبها خصوصا بعد انفصاله عن خطيبته. وتعارض شقيقته الزواج من نعمة ولكنه لم يكن مهتما بالفوارق الاجتماعية أو الثقافية، وتعود نعمة لتخبر أختها بنية محمود بيه الزواج منها لتكتشف ما حصل بعد هروبها. ولكن حين يحضر محمود بيه تتفاقم المشكلة لتنتهي بطعن البطاوي ويعترف عبد المجيد بغلطته فتعود نعمة لمحمود والذي يتولى رعاية أسرتها.

## الممثلون
- فاتن حمامة
- محمود ياسين
- فريد شوقي
- علي الشريف
- رجاء حسين
- حسن مصطفى
- ماجدة الخطيب
- إيناس الدغيدي
- وداد حمدي
- أبو بكر عزت
- محسن محي الدين
- أحمد سلامة
- صلاح نظمي

## وصلات خارجية
- مقالات تستعمل روابط فنية بلا صلة مع ويكي بيانات
- أفواه وأرانب (فيلم) السينما.كوم
- من ذاكرة السينما أفواه وأرانب
- أفواه وأرانب - بطاقة الفيلم
- البوابة نيوز - أفواه وأرانب
- أفواه وأرانب